# Kaliwiro (plaats)
Kaliwiro is een bestuurslaag in het regentschap Wonosobo van de provincie Midden-Java, Indonesië. Kaliwiro telt 4036 inwoners (volkstelling 2010).